# Бригер, Людвиг
Людвиг Бригер (нем. Ludwig Brieger; 26 июля 1849, Глатц, Пруссия, Германская империя — 18 октября 1919, Берлин, Веймарская республика) — немецкий медик, патолог и химик; профессор Берлинского университета.

## Биография
Людвиг Бригер родился 26 июля 1849 года в прусском городе Глатце (ныне Клодзко, Польша). Брат богослова Теодора Бригера. 
В 1875 году окончил Страсбургский университет, после чего слушал лекции в университетах Берлина и Вены; среди его наставников был профессор М. В. Ненцкий.
В 1874 году Л. Бригер защитил научную степень доктора медицины.
По окончании обучения Бригер работал под руководством известного немецкого патологоанатома и патофизиолога Юлиуса Фридриха Конгейма и в 1881 году был принят приват-доцентом в Берлинский университет, где спустя девять лет был назначен экстраординарным профессором по кафедре общей патологии. 
Бригер был также соучредителем и редактором немецкоязычного журнала экспериментальной патологии и терапии. 
Людвиг Бригер известен преимущественно исследованиями птомаинов (гнилостных алкалоидов, образующихся в организме животных под влиянием жизнедеятельности бактерий). Его сочинение «Ueber Ptomaine» (в трёх частях: «Ueber Ptomaine», Берлин, 1885; «Weitere Untersuchungen über Ptomaine», Берлин, 1885; «Untersuchungen über Ptomaine», Берлин, 1886), представляет свод учения ο птомаинах в том виде, в каком оно просуществовало несколько десятилетий практически без изменений. 
Перу Бригера принадлежит много других выдающихся работ по различным отраслям медицины; наиболее известными из них являются: «Moderne Hydrotherapie» (1904) и «Physikalische Therapie der Erkrankungen der Muskeln und Gelenke» (1906).
Людвиг Бригер умер 18 октября 1919 года в городе Берлине.